# Ryft Zachodnioantarktyczny

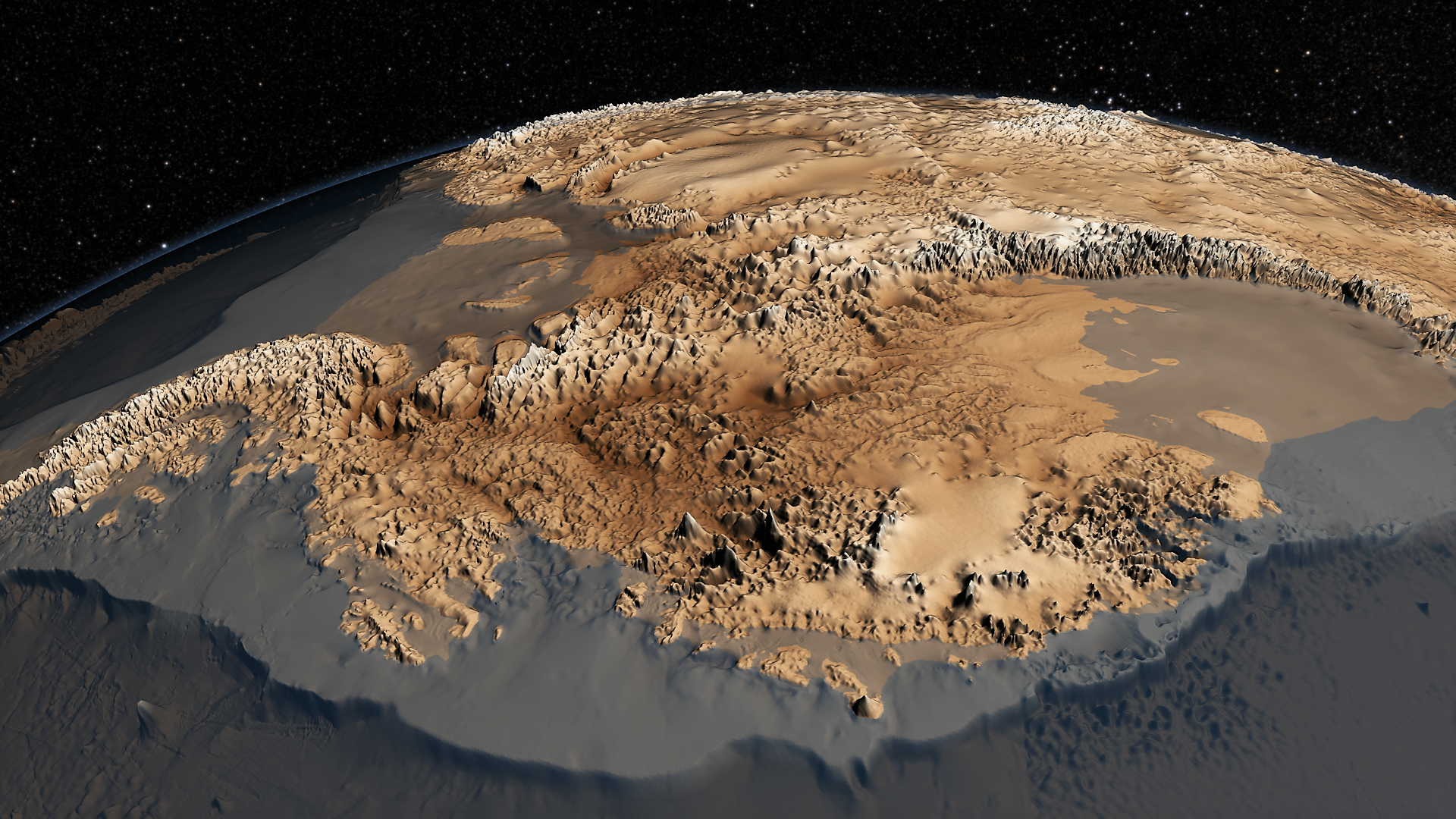
Mapa podłoża skalnego Antarktydy: u podnóża Gór Transantarktycznych znajduje się rozległa dolina ryftowa

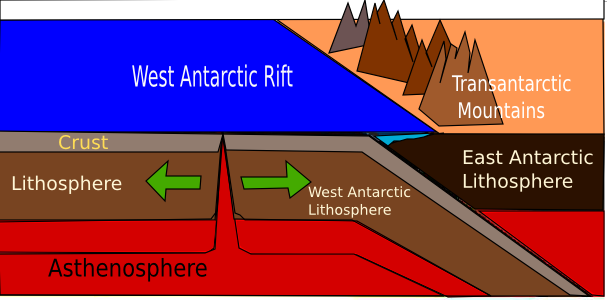
Schematyczny przekrój geologiczny

Ryft Zachodnioantarktyczny (ang. West Antarctic Rift) – ryft kontynentalny na Antarktydzie Zachodniej.
Jest to rozległa, przypuszczalnie aktywna geologicznie dolina ryftowa. Jej rozmiary są porównywalne z Ryftem Wschodnioafrykańskim. Ryft obejmuje część ukrytą pod lądolodem Antarktydy Zachodniej oraz obszar Morza Rossa pokrytego przez Lodowiec Szelfowy Rossa; łącznie mniej niż 2% obszaru doliny ryftowej jest widoczne ponad lodowcami. W obrębie Ryftu Zachodnioantarktycznego znajdują się znaczne obniżenia podłoża skalnego kontynentu, takie jak Rów Bentleya sięgający 2496 m p.p.m., gdzie litosfera jest najcieńsza (21 km). To wskazuje na znaczną ekstensję; główna faza rozszerzania się ryftu miała miejsce pomiędzy kredą a środkowym kenozoikiem, później ekstensja miała miejsce w obrębie Rowu Bentleya i ryftu Terror w Morzu Rossa. Obniżone prędkości fal sejsmicznych wskazują na występowanie podwyższonych temperatur płaszcza pod pobliskim wulkanem Mount Sidley, ale także w obrębie samego Ryftu Zachodnioantarktycznego, pod Rowem Bentleya. Jednocześnie badania nie wykazały trzęsień ziemi w tym obszarze, co sugeruje, że proces ryftowy ustał w niedawnej przeszłości geologicznej (zapewne w neogenie).
Południową granicę doliny ryftowej wyznaczają Góry Transantarktyczne, będące wyniesioną krawędzią rowu tektonicznego. Góry te przecinają głębokie uskoki prostopadłe do krawędzi ryftu, takie jak doliny Lodowca Byrda i Lodowca Beardmore’a. Na północną krawędź strefy ryftowej, położoną w obrębie Ziemi Marii Byrd, nakłada się prowincja wulkaniczna związana zapewne z istnieniem plamy gorąca, aktywna od ok. 30 milionów lat. Strumień ciepła z głębi Ziemi, podwyższony w obrębie doliny ryftowej, może mieć wpływ na wysokie tempo ruchu lodowców w tym regionie, aczkolwiek współcześnie raczej nie występuje tam wulkanizm.